# حزب جمهوری‌خواه کارولینای شمالی
حزب جمهوری‌خواه کارولینای شمالی (NCGOP) وابسته حزب جمهوری‌خواه در کارولینای شمالی است. مایکل واتلی از سال ۲۰۱۹ ریاست را بر عهده دارد.

## تاریخچه

### قرن نوزدهم
هرچند که جمهوری خواهان برای اولین بار در سال ۱۸۵۶ کاندیدای ریاست جمهوری ایالات متحده، جان سی فریمونت را معرفی کردند این حزب تا سال ۱۸۶۷ پس از جنگ داخلی در کارولینای شمالی تأسیس نشد. با کمک آزادگان تازه حق رای، جمهوری خواهان برای مدت کوتاهی در سیاست‌های ایالتی موفق بودند، بر کنوانسیونی که قانون اساسی کارولینای شمالی را در سال ۱۸۶۸ نوشت و فرماندارهای مختلفی انتخاب کردند. جمهوری خواهان در دهه ۱۸۹۰ موفق شدند که در یک «همجوشی انتخاباتی» با حزب پوپولیست متحد شدند. آنها در سال ۱۸۹۶ به اندازه کافی کرسی‌های قانونگذاری را برای کنترل آن بدست آوردند و در سال ۱۸۹۶ دانیل ال راسل را به عنوان فرماندار انتخاب کردند.

## مقامات منتخب کنونی
این حزب شش تا از ده سمت  ایالتی را در دست دارد و اکثریت را در مجلس نمایندگان کارولینای شمالی و سنای کارولینای شمالی دارد. همچنین جمهوری‌خواه‌ها ۸ تا از ۱۳ جایگاه را در مجلس نمایندگان ایالات متحده را در دست دارند.